# Leucopoïèse

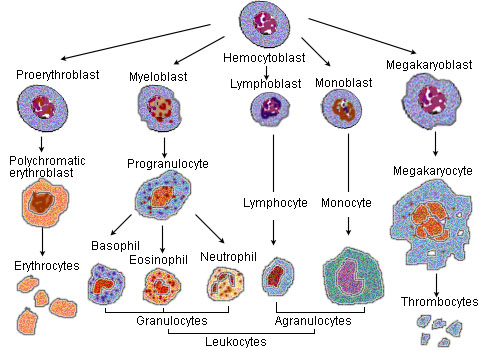
Genèse des cellules sanguines

La leucopoïèse (appelée parfois leucocytopoïèse), est la fabrication des leucocytes ou globules blancs.  Les deux principales formes de leucopoïèse sont la lymphopoïèse (fabrication des lymphocytes) et la myélopoïèse (fabrication des globules rouges, de plaquettes sanguines, des monocytes et des granulocytes). La leucopoïèse fait partie de l'Hématopoïèse.
Chaque type de leucocyte a des mécanismes et une durée de fabrication qui lui sont propres. La granulopoïèse, qui concerne les granulocytes ou polynucléaires, dure environ 10 jours. Les polynucléaires naissent dans la moelle, puis leurs granulations se différencient (neutrophiles, acidophiles ou éosinophiles et basophiles), et le noyau devient multilobé. Les monocytes (gros leucocytes à noyau excentré) sont issus de monoblastes, eux-mêmes transformés en promonocytes. Ils se forment très rapidement dans la moelle osseuse (environ 24 heures), séjournent deux à trois jours dans le sang, puis passent dans les tissus où ils se modifient pour devenir des histiocytes et des macrophages.
Les lymphocytes ne deviennent fonctionnels qu'après leur passage dans les tissus lymphoïdes : moelle osseuse pour les lymphocytes B, thymus pour les lymphocytes T.